# Deliberation
Deliberation ist ein aus dem Lateinischen entlehntes Fremdwort mit der Bedeutung „Beratschlagung“ oder „Überlegung“, das zugehörige Verb lautet deliberieren, das Adjektiv deliberativ.

## Deliberation als Rechtsbegriff
Der Begriff entstammt dem römischen Recht. Das lateinische Deliberatio bedeutete „Beratschlagung, Betrachtung, das Bedenken“. Deliberare steht für „beratschlagen, abreden, in Bedenken ziehen, Aufschub nehmen“. Publilius Syrus wird das Rechtssprichwort zugeschrieben:
Deliberandum est diu quod statuendum est semel.
Es ist längere Zeit zu bedenken, was ein für allemal festzusetzen ist.
Der lateinische Terminus für Deliberationsrecht ist Deliberandi ius. Wie dieser entstammt auch der Begriff Deliberationsfrist dem römischen Recht. Letzterer bezeichnet die Frist, im Sinne einer Bedenkzeit (Spatium deliberandi, Beneficium deliberandi), die einem Erben zugestanden wird, um sich bezüglich der Annahme oder Ablehnung einer Erbschaft zu entscheiden.

## Deliberation bei der Entscheidungsfindung öffentlicher Gremien
Eine Deliberativstimme ist eine nur beratende, d. h. in Erwägung zu ziehende, aber nicht abstimmungsberechtigte Stimme – im Gegensatz zur Dezisivstimme.
- Im älteren Staatsrecht kam das Deliberationsrecht z. B. den Ständen oder der Volksvertretung zu. In heutiger Zeit findet man in nach Kammern' geschiedenen Legislativorganen gelegentlich auch eine mit (lediglich) beratender Stimme (beratende Kammer, Konsultativkammer oder Konsultativrat); sie sind zumeist nur noch eine Ergänzung zur legislativen Kammer (Parlament), eine Ausnahme bilden mehrheitlich die Monarchien der arabischen Golfstaaten, wo weiterhin deliberative Elemente vorherrschen (vgl. hierzu Madschlis, Schura).

- Im deutschen Verwaltungsrecht findet man etliche Deliberationselemente in Organisationsgesetzen und besonders im Verwaltungsverfahrensrecht (Verwaltungsverfahrensgesetze der deutschen Länder und des Bundes); z. B. verpflichtet § 28 Abs. 1 (in fast allen Verwaltungsverfahrensgesetzen textgleiche Vorschrift) jede Verwaltungsbehörde – bevor sie einen belastenden Verwaltungsakt erlässt – den Beteiligten anzuhören (Ausnahmen in § 28 Abs. 2 und 3) und hat dessen Äußerungen regelmäßig zu erwägen (Begründungspflicht, wenn sie diese nicht berücksichtigt).

- Im deutschen Gemeindeverfassungsrecht kommt das Deliberationsrecht z. B. den Ortsbeiräten (z. B. in Hessen und Schleswig-Holstein Ortsbeirat, in Niedersachsen und im Saarland Ortsrat, in Bremen Beirat und in Mecklenburg-Vorpommern Ortsteilvertretung). Diese Ebene der gemeindlichen Demokratie wird zwar direkt gewählt, die Gremien haben aber regelmäßig weder ein Budgetrecht noch können sie verbindliche Beschlüsse fassen; ihnen kommt lediglich ein qualifiziertes Anhörungsrecht ähnlich dem der Ausschüsse der Gemeindeparlamente (Gemeindevertretung, Rat usw.) oder Deputationen zu, Ausnahmen sind sowohl für Ortsbeiräte wie für Ausschüsse (beschließende Ausschüsse) möglich. Sie haben eine meist wichtige Stimme im beschluss-vorbereitenden Verfahren für das parlamentarische'Entscheidungsgremien. Rechtlich verbindlich wird letztlich im Beschlussorgan (Parlament) entschieden und beschlossen. In Bremen entscheidet die Stadtbürgerschaft Bremen als Gemeinderat mit ihren Deputationen in den kommunalen Belangen der Stadt Bremen.

- Im Beschwerdeverfahren der Soldaten in Deutschland wird das zeitliche Element (Aufschub nehmen) häufig für empfehlenswert gehalten, etwa in der Gepflogenheit vor Erhebung der (förmlichen) Beschwerde eine Nacht zu schlafen (schon zu Zeiten der preußischen Armee). Nach der deutschen Wehrbeschwerdeordnung ist diese Gepflogenheit (Militärische Nacht) für das beschwerderechtliche Vermittlungsverfahren (§ 4 Abs. 2 WBO) verbindlich vorgeschrieben.

- Im gerichtlichen Verfahren in Deutschland hat jeder Richter die Gegenseite zu hören und ihren Vortrag zu bedenken (rechtliches Gehör vor Gericht),[6] und – bei rechtlicher Relevanz – mitzuteilen, wie (mit welchem Ergebnis) er der Argumentation folgen bzw. nicht folgen will.

## Deliberative Demokratie
Auf dem Grundgedanken intensiver Deliberation zwischen Bürgern baut das Demokratiemodell der Deliberativen Demokratie auf. Kernprinzip ist, dass durch Beratung sachlicher Argumente Konsens durch Überzeugung angestrebt wird. Im Unterschied z. B. zu einem partizipativen Demokratiemodell wird nicht die Beteiligung möglichst vieler, im Unterschied zu einem repräsentativen Demokratiemodell nicht die Mitentscheidung von durch ein Verfahren (z. B. Wahl) legitimierten Entscheidern angestrebt. Benjamin R. Barber schlägt in Starke Demokratie denn auch Deliberation durch zufällig bestimmte Gruppen vor, um die Rolle von Eigeninteresse bei Entscheidungen zugunsten von Deliberation zu beschränken. Deliberation gelingt, so die Annahme, nur bei freien und gleichen Bürgern.